# James Garner
Pour l’article homonyme, voir James Garner (football).
James Garner est un acteur, réalisateur et producteur américain, né le 7 avril 1928 à Norman (Oklahoma) et mort le 19 juillet 2014 à Los Angeles.

## Biographie

### Origines et jeunesse
James Garner naît sous le nom d'état civil de James Scott Baumgarner le 7 avril 1928 à Norman (Oklahoma).
Il perd sa mère alors qu'il n'a que 4 ans. Lorsque leur père se remarie, James et ses deux frères subissent les sévices de leur belle-mère. Cette cruauté de la marâtre conduit à la dissolution du mariage.
À l'âge de 16 ans, James Baumgarner entre au service de la marine marchande : cette expérience tourne court puisque le jeune homme ressent le mal de mer de façon intolérable. Sans emploi, il rejoint son père en Californie, où il fréquente un établissement scolaire à Hollywood. C'est là qu'il est remarqué pour son physique et qu'il devient mannequin. Las de ce travail et de la faune hollywoodienne, il retourne dans sa ville natale en Oklahoma où il compte reprendre ses études. Mais il les abandonne pour entrer dans la Garde nationale. Ayant été victime d'une grave blessure au genou, il est démobilisé, mais rejoint l'armée en 1949 et est envoyé en Corée à la guerre, où il est blessé à deux reprises.

### Carrière
Après la guerre, le producteur Paul Gregory, un vieil ami de ses années d'études à Hollywood, convainc James Garner d'accepter un rôle dans une pièce de théâtre : The Caine Mutiny Court Martial, dont Henry Fonda tient la vedette ; cette pièce sera adaptée en 1954 au cinéma sous le titre Ouragan sur le Caine.
Cette expérience au théâtre le ramène à Los Angeles, où il tient des rôles dans des publicités et à la télévision. Par la suite, il signe un contrat avec Warner Bros. qui, sans sa permission, change son nom pour Garner au générique de son premier film, The Girl He Left Behind en 1956. La même année en août, il rencontre Lois Fleishman Clarke lors d'un rassemblement politique en faveur d'Adlai Stevenson, et l'épouse seize jours plus tard. Après la naissance de sa fille Greta, il change légalement son nom et celui de sa famille pour celui de Garner.

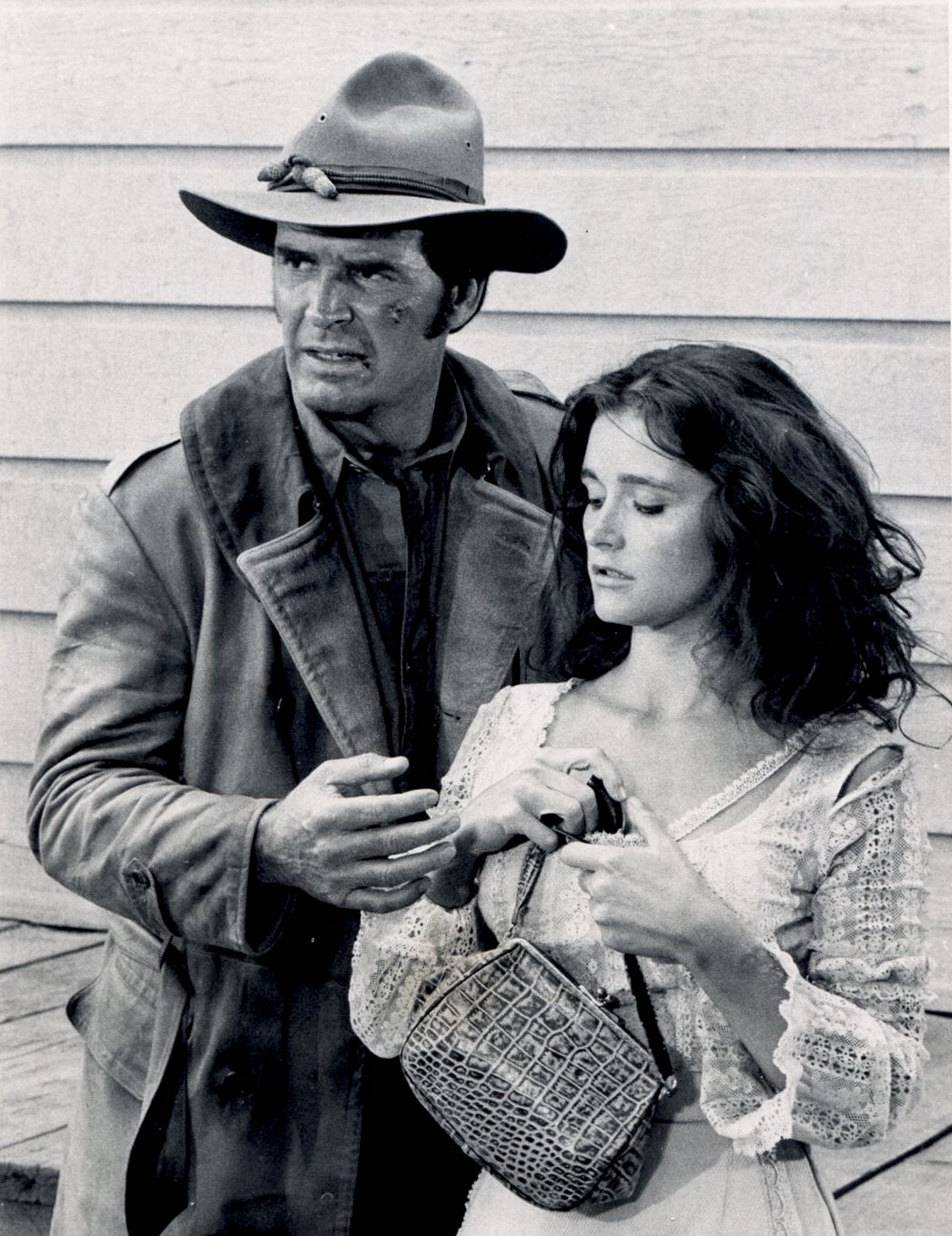
James Garner et Margot Kidder dans la série Nichols en 1971.

En 1957, il décroche le rôle de « Bret Maverick » dans un des épisodes de la série télévisée de western Sugarfoot. Il revient alors dans la peau de ce personnage charmant, héroïque et escroc pour cinq saisons et 60 épisodes de la série télévisée Maverick. D'abord imaginé comme un personnage conventionnel de western focal, Garner en fait plutôt un anti-héros possédant un indéniable sens de l'humour et qui fait preuve de charme plutôt que de dégainer son revolver pour se tirer d'une mauvaise situation. Cette interprétation de Maverick lui vaut un des Golden Globes en 1958, et une nomination aux Emmy Awards en 1957. James Garner met fin à la série en 1960 et retourne au cinéma, où il apparaît dans des genres très divers : aux côtés d'Audrey Hepburn et Shirley MacLaine dans le drame La Rumeur (The Children's Hour) de William Wyler ; le film de guerre La Grande Évasion (The Great Escape, 1963) de John Sturges ; la comédie Le Piment de la vie (The Thrill of It All, 1963) de Norman Jewison, ou encore le film sportif, où il est également producteur, avec Grand Prix de John Frankenheimer en 1966.

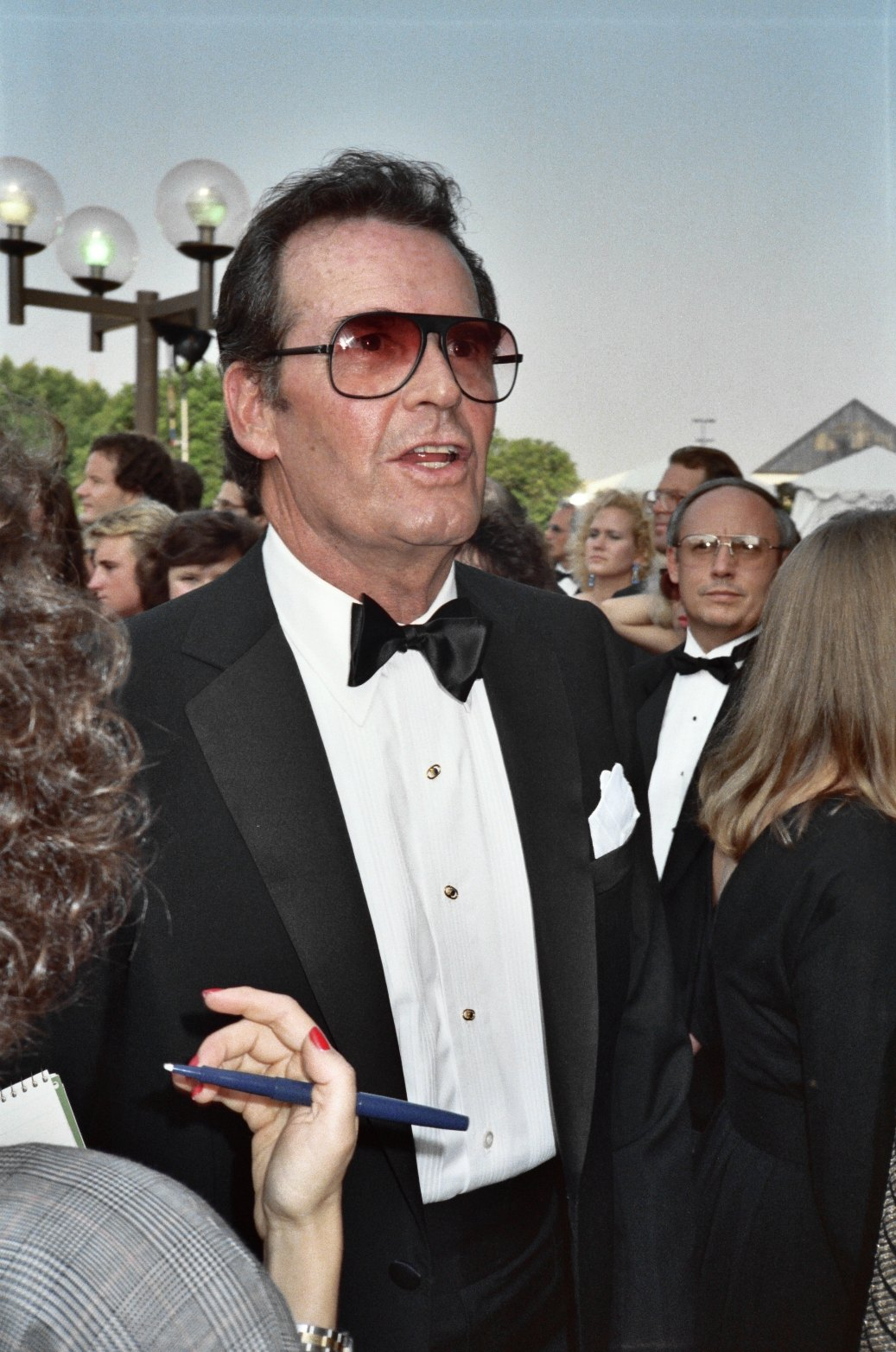
James Garner en 1987.

En 1973, James Garner signe avec le studio Disney pour deux films, mais Un petit Indien (One Little Indian, 1973) et Un cowboy à Hawaï (The Castaway Cowboy, 1974) ne rencontrent pas le succès attendu.
En 1982, aux côtés de Julie Andrews, il tient le rôle de King Marchand dans Victor Victoria, de Blake Edwards. Trois ans plus tard, il est nommé pour l'Oscar du meilleur acteur grâce à son interprétation de Murphy Jones dans Murphy's Romance de Martin Ritt (1985).
En 1994, il partage avec Mel Gibson la tête d'affiche du film Maverick, où il interprète le père de ce dernier.
En 2004, il joue le rôle de Noah âgé dans N'oublie jamais (The Notebook), de Nick Cassavetes.

### Mort
James Garner est retrouvé mort dans sa maison du quartier Brentwood de Los Angeles le 19 juillet 2014, selon la police de Los Angeles. L'acteur, qui avait fêté en avril précédent ses 86 ans, souffrait de problèmes cardiaques depuis de longues années, qui lui avaient valu plusieurs opérations en 1988 et 2008.

## Filmographie

### Comme acteur

#### Cinéma
- 1956 : Je reviens de l'enfer (Toward the Unknown) de Mervyn LeRoy : Lieutenant-Colonel Joe Craven
- 1956 : The Girl He Left Behind de David Butler : Preston
- 1957 : Le Vengeur (Shoot-Out at Medicine Bend) de Richard L. Bare : Sgt. John Maitland
- 1957 : Sayonara, de Joshua Logan : Capt. Mike Bailey, USMC
- 1958 : Les commandos passent à l'attaque (Darby's Rangers), de William A. Wellman : Maj. / Col. William O. Darby
- 1958 : C'est la guerre (Lafayette Escadrille), de William A. Wellman : Lufberry (non crédité)
- 1959 : La Mission secrète du sous-marin X-16 (Up Periscope) de Gordon Douglas : Lt. Kenneth Braden
- 1959 : Ne tirez pas sur le bandit (Alias Jesse James), de Norman Z. McLeod : Bret Maverick
- 1960 : Cet homme est un requin (Cash McCall) de Joseph Pevney : Cash McCall
- 1961 : La Rumeur (The Children's Hour), de William Wyler : Dr. Joe Cardin
- 1962 : Garçonnière pour quatre (Boys' Night Out) de Michael Gordon : Fred Williams
- 1963 : La Grande Évasion (The Great Escape), de John Sturges : Flight Lt. Hendley  Le Chapardeur
- 1963 : Le Piment de la vie (The Thrill of It All), de Norman Jewison : Dr. Gerald Boyer
- 1963 : The Wheeler Dealers d'Arthur Hiller : Henry Tyroon
- 1963 : Pousse-toi, chérie (Move Over, Darling), de Michael Gordon : Nicholas 'Nick' / 'Nicky' Arden
- 1964 : Les Jeux de l'amour et de la guerre (The Americanization of Emily), d'Arthur Hiller : Lt. Cmdr. Charles E. Madison
- 1964 : 36 Heures avant le débarquement (36 Hours), de George Seaton : Maj. Jefferson F. Pike
- 1965 : Gare à la peinture (The Art of Love), de Norman Jewison : Casey Barnett
- 1966 : D pour danger (A Man Could Get Killed), de Ronald Neame et Cliff Owen : William Beddoes
- 1966 : La Bataille de la vallée du diable (Duel at Diablo), de Ralph Nelson : Jess Remsberg (scout)
- 1966 : Énigme à 4 inconnues : M. Buddwing
- 1966 : Grand Prix, de John Frankenheimer : Pete Aron
- 1967 : Sept Secondes en enfer (Hour of the Gun), de John Sturges : Wyatt Earp (Tombstone city marshal / U.S. marshal)
- 1968 : Adorablement vôtre (How Sweet It Is!), de Jerry Paris : Grif Henderson
- 1968 : La Jungle aux diamants (The Pink Jungle) de Delbert Mann : Ben Morris
- 1969 : Ne tirez pas sur le shérif (Support your local sheriff !) de Burt Kennedy : Jason McCullough
- 1969 : La Valse des truands (Marlowe), de Paul Bogart : Philip Marlowe
- 1970 : Un homme nommé Sledge (A Man Called Sledge), de Vic Morrow : Luther Sledge
- 1971 : Tueur malgré lui (Support Your Local Gunfighter), de Burt Kennedy : Latigo Smith
- 1971 : Skin Game de Paul Bogart et Gordon Douglas : Quincy Drew / Capitaine Nathaniel Mountjoy, Corps médical de l'armée
- 1972 : Ils ne tuent que leurs maîtres (They Only Kill Their Masters) de James Goldstone : Chef de Police Abel Marsh
- 1973 : Un petit Indien (One Little Indian), de Bernard McEveety : Clint Keyes
- 1974 : Un cowboy à Hawaï (The Castaway Cowboy), de Vincent McEveety : Lincoln Costain
- 1980 : Health, de Robert Altman : Harry Wolff
- 1981 : Fanatique (The Fan), d'Edward Bianchi : Jake Berman
- 1982 : Victor Victoria, de Blake Edwards : King Marchand
- 1984 : Tank : Cmd. Sgt. Maj. Zack Carey
- 1985 : Murphy's Romance, de Martin Ritt : Murphy Jones
- 1988 : Meurtre à Hollywood (Sunset), de Blake Edwards : Wyatt Earp
- 1992 : Monsieur le député (The Distinguished Gentleman), de Jonathan Lynn : Jeff Johnson
- 1993 : Visiteurs extraterrestres (Fire in the Sky), de Robert Lieberman : Lieutenant Frank Watters
- 1994 : Maverick, de Richard Donner : Marshal Zane Cooper / Bret Maverick, Sr.
- 1996 : Président ? Vous avez dit président ? (My Fellow Americans), de Peter Segal : Président Matt Douglas
- 1998 : L'Heure magique (Twilight), de Robert Benton : Raymond Hope
- 2000 : Space Cowboys, de Clint Eastwood : Tank Sullivan
- 2001 : Atlantide, l'empire perdu (Atlantis: The Lost Empire), de Gary Trousdale et Kirk Wise : Commandant Lyle Tiberius Rourke (voix)
- 2002 : Les Divins Secrets (Divine Secrets of the Ya-Ya Sisterhood), de Callie Khouri : Shepard James 'Shep' Walker
- 2003 : The Land Before Time X: The Great Longneck Migration (vidéo) : Pat (voix)
- 2004 : N'oublie jamais (The Notebook), de Nick Cassavetes : Noah calhoun
- 2004 : Al Roach: Private Insectigator : Al Roach
- 2006 : The Ultimate Gift, de Michael O. Sajbel : Howard "Red" Stevens

#### Télévision
- 1971 : Nichols (série) : Nichols (1971-72)
- 1974 : 200 dollars plus les frais : Jim Rockford
- 1978 : The New Maverick (en) d'Hy Averback : Bret Maverick
- 1980 : Waylon : James Garner
- 1981 : Bret Maverick : Bret Maverick / Edmund Trueblood Federal Bank Examiner
- 1981 : Bret Maverick (série) : Bret Maverick (1981-82)
- 1982 : The Long Summer of George Adams : George Adams
- 1984 : Heartsounds : Harold Lear
- 1984 : The Glitter Dome : Sgt. Aloysius Mackey
- 1985 : Space (feuilleton) : Sen. Norman Grant
- 1986 : The Twelfth Annual People's Choice Awards : Presenter
- 1986 : Promise (en) : Bob Beuhler
- 1989 : Dans l'enfer de l'alcool (My Name Is Bill W.) : Dr. Robert Holbrook Smith aka Dr. Bob
- 1990 : Decoration Day : Albert Sidney Finch
- 1991 : Man of the People (série) : Councilman Jim Doyle
- 1993 : Les Requins de la finance (Barbarians at the Gate) : F. Ross Johnson
- 1994 : Leçons de conduite (Breathing Lessons) : Ira Moran
- 1994 : The Rockford Files: I Still Love L.A. : Jim Rockford
- 1995 : The Rockford Files: A Blessing in Disguise : Jim Rockford
- 1995 : Lonesome Dove : Le Crépuscule (Streets of Laredo) (feuilleton) : Capt. Woodrow F. Call
- 1996 : The Rockford Files: If the Frame Fits... : Jim Rockford
- 1996 : The Rockford Files: Godfather Knows Best : Jim Rockford
- 1996 : The Rockford Files: Friends and Foul Play : Jim Rockford
- 1996 : The Rockford Files: Punishment and Crime : Jim Rockford
- 1997 : Dead Silence : John Potter
- 1997 : The Rockford Files: Murder and Misdemeanors : Jim Rockford
- 1998 : Legalese : Norman Keane
- 1999 : The Rockford Files: If It Bleeds... It Leads : Jim Rockford
- 1999 : Amours et rock'n' roll (Shake, Rattle and Roll: An American Love Story)
- 1999 : Une nuit très particulière (One Special Night) : Robert
- 1999 : The Rockford Files: If It Bleeds... It Leads
- 2000 : Dieu, le diable et Bob (God, the Devil and Bob) (série) : God (voix)
- 2000 : Chicago Hope : La Vie à tout prix : Hubert "Hue" Miller
- 2000 : The Last Debate : Mike Howley
- 2002 : First Monday (série) : Chief Justice Thomas Brankin
- 2002 : Roughing It : Samuel Clemens (Mark Twain)
- 2003-2005 : Touche pas à mes filles : Jim Egan

### Comme producteur
- 1966 : Grand Prix
- 1986 : Promise (en) (TV)
- 1989 : Dans l'enfer de l'alcool (My Name Is Bill W.) (TV)
- 1995 : The Rockford Files: A Blessing in Disguise (TV)

### Comme réalisateur
- 1974 : 200 dollars plus les frais (TV)

## Voix françaises
| - Jean-Claude Michel dans : - La Grande Évasion - Les Jeux de l'amour et de la guerre - 36 Heures avant le débarquement - Grand Prix - Sept Secondes en enfer - Ne tirez pas sur le shérif - La Valse des truands - Victor Victoria - Tank - Visiteurs extraterrestres - René Arrieu dans : - Je reviens de l'enfer - Le Piment de la vie - Gare à la peinture - Un homme nommé Sledge - Pierre Hatet dans : - Monsieur le député - Chicago Hope : La Vie à tout prix (série télévisée) - First Monday (série télévisée) - Touche pas à mes filles (série télévisée) | - Georges Berthomieu dans : - Maverick - Président ? Vous avez dit président ? - L'Heure magique - Space Cowboys - Raymond Loyer dans : - Sayonara - La Mission secrète du sous-marin X-16 Et aussi - Jacques Deschamps dans Le Vengeur - Roland Ménard dans La Rumeur - Bernard Woringer dans Pousse-toi, chérie - Georges Atlas dans La Bataille de la vallée du diable - Patrick Floersheim dans Tueur malgré lui (doublé dans les années 1980) - André Valmy dans Un petit Indien - Denis Savignat dans 200 dollars plus les frais (série télévisée) - Gérard Dessalles dans Fanatique - Michel Gatineau dans Meurtre à Hollywood - Sady Rebbot dans Les Requins de la finance (téléfilm) - Michel Modo dans Dieu, le diable et Bob (voix) - Jean Barney dans Atlantide, l'empire perdu (voix) - Alain Pralon dans Les Divins Secrets - Marc Cassot dans N'oublie jamais |